# Моисеенко, Алексей Анатольевич
Алексе́й Анато́льевич Моисе́енко (укр. Олексій Анатолійович Моісеєнко; род. 25 октября 1991, Новобогдановка, Запорожская область) — украинский футболист, защитник, полузащитник

## Биография
Учился в учебно-воспитательном комплексе № 16, в которой также учился другой футболист Евгений Хачериди

## Игровая карьера
Воспитанник мелитопольского футбола. С 2005 года занимался в футбольной академии запорожского «Металлурга» (тренер — Виктор Трегубов). После завершения обучения заключил контракт с «казаками». В сезоне 2008/2009 играл во второй лиге за «Металлург-2». В сезонах 2009/2010 и 2010/2011 играл за дубль «Металлурга» в молодёжном чемпионате. 6 августа 2010 года дебютировал в Премьер-лиге. В гостевом матче против «Ильичёвца» Моисеенко на 52-й минуте заменил Артура Каськова, а уже в дополнительное время сам был заменён Андреем Цуриковым.
В марте 2012 года подписал контракт с молдавским клубом «Милсами». В высшем молдавском дивизионе дебютировал 17 марта 2012 года выйдя в основном составе в игре против «Шерифа». Всего за «Милсами» сыграл 9 матчей в чемпионате. В середине года перебрался в «Буковину», с которой уже весной 2013 прекратил сотрудничество по согласию сторон.
Летом 2013 заключил контракт с второлиговым клубом «Горняк-Спорт». С этой командой в дебютном сезоне завоевал право выступать в первой лиге.